# Emanuele Beraudo di Pralormo
Emanuele Beraudo Di Pralormo, född 13 juli 1887 i Pralormo, död 11 oktober 1960 i Pralormo, var en italiensk ryttare.
Han blev olympisk bronsmedaljör i fälttävlan vid sommarspelen 1924 i Paris.